# الواثق المطهر (إمام)
الواثق المطهر (1303 - 1379/80) كان إمامًا للدولة الزيدية في اليمن، وكان شاعرًا أيضًا. من مواليد السودة، وهو ابن الإمام القوي المهدي محمد بن المطهر الذي توفي سنة 1328. بعد وفاة المهدي، حاول ما لا يقل عن أربعة من المتقدمين للإمامة تأكيد سلطتهم على المجتمع الزيدي. ومن بينهم الواثق المطهر الذي أعلن خلافته عام 1330م من حيدة جنوب صنعاء. ولكنه اضطر سريعًا إلى الاستسلام للمطالب الأقوى من المؤيد يحيى. وقد احتفظ المؤيد بالإمامة حتى وفاته سنة 1346 أو 1349. ورغم أنه لم يكن مجتهدًا حقًّا (شخص متعلم بدرجة كافية لتقديم تفسيرات دينية قانونية مستقلة)، فقد خلف الواثق المؤيد يحيى لفترة وجيزة في عام 1349، واستولى على صنعاء. ولكنه اضطر مرة أخرى إلى التنحي سريعًا بسبب مرشح أقوى، وهو المهدي علي. وبعد ذلك انصرف إلى التدريس والنشاط الأدبي، وتوفي في صنعاء. ويعود تاريخ قبره في الجامع الكبير بصنعاء إلى سنة 781هـ (1379/1380م). وتذكر نصوص أخرى أن وفاته كانت سنة 802هـ (1399م). سيرة الواثق المطهر كتبها ابن عمه الناصر بن علي بن المطهر. ويُنسب إلى الإمام نفسه عدد من الكتابات. وتشمل هذه المجموعة ديوانًا يحتوي على العديد من القصائد في شكل أدبي شبابي، وقصائد مدح للسلطان الملك الأفضل. في الواقع، فهو أحد أقدم المؤلفين المعروفين للشعر العامي الإنساني.

## طالع أيضًا
- بنو الرسي
- أئمة اليمن